# Chloracris prasina
Chloracris prasina är en insektsart som först beskrevs av Francois Jules Pictet de la Rive och Henri Saussure 1892.  Chloracris prasina ingår i släktet Chloracris och familjen vårtbitare. Inga underarter finns listade i Catalogue of Life.